# 西昌小檗
西昌小檗（学名：Berberis insolita）为小檗科小檗属下的一个种。

## 扩展阅读
- 維基物種上的相關：西昌小檗